# Viktor Zvjagincev
Viktor Aleksandrovič Zvjagincev (in russo Виктор Александрович Звягинцев?, in ucraino Віктор Олександрович Звягінцев?, Viktor Oleksandrovyč Zvjahincev; Stalino, 22 ottobre 1955 – 22 aprile 2022) è stato un calciatore sovietico dal 1991 ucraino, di ruolo difensore.